# Gare de Vallorcine
La gare de Vallorcine est une gare ferroviaire française de la ligne de Saint-Gervais-les-Bains-Le Fayet à Vallorcine (frontière), située sur le territoire de la commune de Vallorcine dans le département de la Haute-Savoie en région Auvergne-Rhône-Alpes. Elle est proche de la frontière entre la France et la Suisse.
Il s'agit d'une halte ferroviaire de la Société nationale des chemins de fer français (SNCF), desservie par des trains TER Auvergne-Rhône-Alpes et des trains regio des Transports de Martigny et Régions.

## Situation ferroviaire

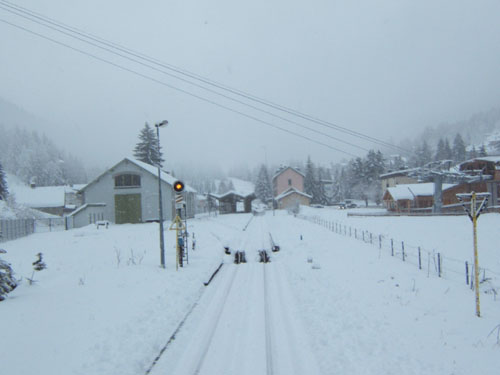
La gare de Vallorcine vue de la ligne, en provenance de la frontière suisse.

La gare de Vallorcine est située au point kilométrique (PK) 34,115 de la Ligne de Saint-Gervais-les-Bains-Le Fayet à Vallorcine (frontière). Cette ligne continue de l'autre côté de la frontière avec la ligne de Martigny au Châtelard et la gare du Châtelard-Frontière.

## Service des voyageurs

### Accueil
La gare dispose d'un bâtiment voyageurs, avec une présence commerciale assurée en haute saison (du 15 décembre au 30 avril et du 1er juillet au 31 aout) de 9 h 00 à 17 h 30.

### Desserte
La gare de Vallorcine est desservie par :
- des trains français de la SNCF (Société nationale des chemins de fer français) et de la région Auvergne-Rhône-Alpes qui assurent des services TER Auvergne-Rhône-Alpes[3]. Ils desservent les gares entre Saint-Gervais-les-Bains-Le Fayet et Martigny, en Suisse.
- des trains suisses des TMR qui desservent les gares entre Martigny et le Châtelard-Frontière ou Vallorcine.

### Intermodalité
Un parc pour les vélos et un parking pour les véhicules sont aménagés.